# من هنوز ایمان دارم (فیلم)
من هنوز ایمان دارم (انگلیسی: I Still Believe) یک فیلم در ژانر درام و زندگی‌نامه‌ای به کارگردانی اندرو اروین و جان اروین است که در سال ۲۰۲۰ منتشر شد.

## بازیگران
- کی جی آپا
- بریت رابرتسون
- ملیسا راکسبرا
- نیتن پارسونز
- شنایا توین
- گری سینایس